# Карбон (округ, Монтана)
Шаблон:StateAbbr_ 45°14′ пн. ш. 109°01′ зх. д. / 45.23° пн. ш. 109.02° зх. д.
Округ Карбон (англ. Carbon County) — округ (графство) у штаті Монтана, США. Ідентифікатор округу 30009.

## Історія
Округ утворений 1895 року.

## Демографія
За даними перепису
2000 року
загальне населення округу становило 9552 осіб, усе сільське.
Серед мешканців округу чоловіків було 4785, а жінок — 4767. В окрузі було 4065 домогосподарств, 2706 родин, які мешкали в 5494 будинках.
Середній розмір родини становив 2,86.
Віковий розподіл населення поданий у таблиці:
| Стать    | До 15 років | 15-21 | 22-29 | 30-39 | 40-49 | 50-65 | 65-85 | Понад 85 |
| -------- | ----------- | ----- | ----- | ----- | ----- | ----- | ----- | -------- |
| Чоловіки | 974         | 413   | 305   | 584   | 859   | 894   | 678   | 78       |
| Жінки    | 865         | 375   | 309   | 618   | 895   | 853   | 722   | 130      |

## Суміжні округи
- Стіллвотер — північ
- Єллоустоун — північний схід
- Біґ-Горн — схід
- Біґ-Горн, Вайомінґ — південний схід
- Парк, Вайомінґ — південь
- Парк — захід

## Виноски
1. ↑  US Decennial Census. US Census Bureau. Архів оригіналу за 26 квітня 2015. Процитовано 27 листопада 2014.
2. ↑  Historical Census Browser. University of Virginia Library. Архів оригіналу за 11 серпня 2012. Процитовано 27 листопада 2014.
3. ↑  Population of Counties by Decennial Census: 1900 to 1990. US Census Bureau. Архів оригіналу за 22 вересня 2018. Процитовано 27 листопада 2014.
4. ↑  Census 2000 PHC-T-4. Ranking Tables for Counties: 1990 and 2000 (PDF). US Census Bureau. Архів оригіналу (PDF) за 18 грудня 2014. Процитовано 27 листопада 2014.
5. ↑  State & County QuickFacts. US Census Bureau. Архів оригіналу за 8 липня 2011. Процитовано 14 вересня 2013.(англ.) Наведено за англійською вікіпедією.
6. ↑  American FactFinder. Бюро перепису населення США. Архів оригіналу за 29 липня 2011. Процитовано 31 січня 2008.

| США | Це незавершена стаття з географії США. Ви можете допомогти проєкту, виправивши або дописавши її. |